# DAF Trucks (equipo ciclista)
El equipo DAF Trucks, conocido posteriormente como Jacky Aernoudt-Rossin, fue un equipo ciclista belga que compitió profesionalmente entre el 1979 y el 1983. Estaba patrocinado por la empresa de camiones DAF.

## Corredor mejor clasificado en las Grandes Vueltas
| Año  | Giro de Italia | Tour de Francia         | Vuelta a España   |
| ---- | -------------- | ----------------------- | ----------------- |
| 1979 | -              | 7.º Jo Mass             | -                 |
| 1980 | -              | 19.º Jo Mass            | -                 |
| 1981 | -              | 16.º Eddy Schepers      | -                 |
| 1982 | -              | 9.º Hennie Kuiper       | -                 |
| 1983 | -              | 37.º Adrie van der Poel | 5.º Hennie Kuiper |

## Principales resultados
- Tour de Flandes: Hennie Kuiper (1981), René Martens (1982)
- Giro de Lombardía: Hennie Kuiper (1981)
- Flecha Brabanzona: Roger De Vlaeminck (1982)
- Vuelta en los Países Bajos: Bert Oosterbosch (1982)
- Campeonato de Zúrich: Adrie van der Poel (1982)
- París-Roubaix: Hennie Kuiper (1983)
- Gran Premio Jef Scherens: Adrie van der Poel (1983)

### A las grandes vueltas
- Vuelta a España
  - 1 participaciones ((1983))
  - 2 victorias de etapa:
    - 2 al 1983: Eric Vanderaerden (2)

  - 0 victorias final:
  - 0 clasificaciones secundarias:

- Tour de Francia
  - 5 participaciones (1979, 1980, 1981, 1982, 1983)
  - 3 victorias de etapa:
    - 1 al 1979: Jo Maas
    - 1 al 1981: René Martens
    - 1 al 1983: Eric Vanderaerden

  - 0 victorias final:
  - 0 clasificaciones secundarias:

- Giro de Italia
  - 0 participaciones